# Большеголовая сардинелла
Большеголовая сардинелла, или жирная индийская сардина (лат. Sardinella longiceps) — вид лучепёрых рыб семейства сельдевых. Эти морские пелагические рыбы обитают в тропических водах Индийского океана между 25° и 7° с. ш. и между 57° и 81° в. д. Встречаются на глубине до 200 м. Тело веретенообразное, покрыто циклоидной чешуёй, голова голая. Максимальная длина 23 см. Питаются планктоном. Являются объектом коммерческого промысла.

## Ареал и среда обитания
Большеголовая сардинелла обитает северной части Индийского океана — от Аденского залива до острова Альдабра, у южного побережья Аравийского полуострова и у западных и южных берегов Индостана, вероятно, присутствует в водах Андаманских островов; в Красном море и Персидском заливе не встречается. Эти рыбы попадаются у берегов Шри-Ланки, Джибути, Индии, Ирана, Омана, Пакистана, Сомали и Йемена. Эта неретическая пелагическая и океанодромная рыба встречается в фотической зоне на континентальном шельфе глубиной от 20 до 200 м при температуре 22—28 °C. У берегов Индии образует крупные косяки с октября по март. Перед нерестом, с июня по август, большеголовая сардинелла отходит от берегов. В августе к юго-западному побережью Индии приходят крупные стаи этих рыб, которые постепенно плывут вдоль берегов на север.

## Описание
Тело веретенообразное, субцилиндрическое (его высота обычно менее 30 % стандартной длины), слегка сжато с боков и покрыто циклоидной чешуёй, голова голая. Брюшко округлое. Внешне большеголовая сардинелла похожа на восточноафриканскую сардинеллу, от которой отличается более длинной головой (29—35 % длины тела против 26—29 %) и большим количеством жаберных тычинок (150—253 против 143—188). На брюхе имеется киль (до брюшных плавников как правило 18 килеватых чешуй, после — 13). Спинной плавник сдвинут ближе к хвосту, чем к голове. Основание брюшных плавников расположено под серединой основания спинного плавника.
В спинном плавнике 16—18 лучей; в анальном 14—16; в брюшных 9. Дорсальная поверхность тела окрашена в голубоватый цвет с золотистым блеском, бока и брюхо серебристые. Хвостовой и спинной плавники зеленовато-жёлтого цвета, остальные прозрачные.
Максимальная длина 23 см, масса 200 г.

## Биология
Нерест порционный с июля по октябрь. Самки мечут икру, вероятно, в тёмное время суток при температуре воды на поверхности от 23 до 29 °С (обычно 25—28 °С) и солёности от 35,5 до 35,7 ‰. Икра пелагическая, икринки покрыты тонкой прозрачной оболочкой, сферические, лишены пигмента. Развитие продолжается 24 ч. Эти рыбы достигают половой зрелости при длине тела около 13 см в возрасте 1 года. Продолжительность жизни оценивается в 4 года. Рацион большеголовой сардинеллы состоит в основном из фитопланктона, главным образом диатомовых водорослей. Дополнительным источником питания служит зоопланктон (10—20 %).

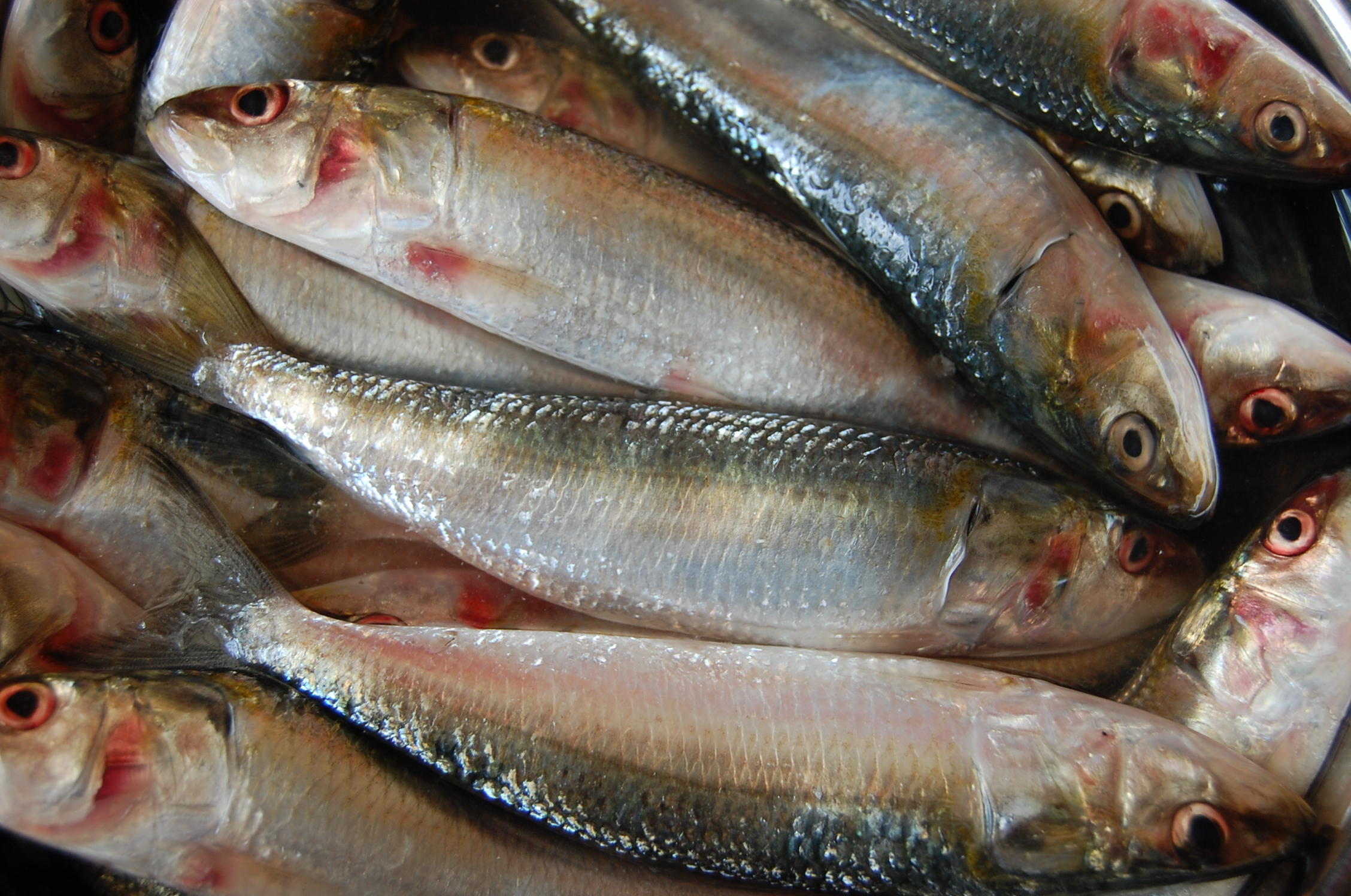
Большоголовая сардинелла является объектом коммерческого и кустарного промысла

## Взаимодействие с человеком
Эти рыбы служат объектом коммерческого промысла, особенно в Индии и Пакистане. Местные рыбаки ловят сардинелл закидными и ставными неводами. Исследования в Аденском заливе и у побережья Индии, показали, что устойчивый и ритмичный траловый промысел возможен лишь в некоторых районах шельфа Индии. Большеголовая сардинелла положительно реагирует на свет. «Световые» скопления сардинеллы можно облавливать кошельковыми неводами, бортовыми ловушками и, возможно, рыбонасосами. По вкусовым качествам эта рыба ценится выше сборчаточешуйчатой сардинеллы. Большеголовую сардинеллу используют в качестве наживки при ярусном лове тунца, для приготовления консервов. На рынок поступает в мороженом, копчёном и солёном виде, служит сырьём для производства рыбной муки и рыбных шариков. Международный союз охраны природы оценил охранный статус вида как «Вызывающий наименьшие опасения».